# Werner Heisenberg
Werner Karl Heisenberg (ur. 5 grudnia 1901 w Würzburgu, zm. 1 lutego 1976 w Monachium) – niemiecki fizyk teoretyk, filozof nauki i jej popularyzator, noblista. Profesor uniwersytetów w Lipsku i Berlinie oraz dyrektor Instytutu Maxa Plancka w Getyndze i Monachium. W co najmniej jednym z rankingów fizyków znalazł się w pierwszej dziesiątce wszech czasów.
Heisenberg był jednym ze współtwórców pełnej mechaniki kwantowej, obok Erwina Schrödingera i Maxa Borna – dzięki podaniu w 1925 równania Heisenberga, będącego podstawą mechaniki macierzowej, zwanej także obrazem Heisenberga. Zasłynął też podaniem w 1927 zasady nieoznaczoności. Nagrodę Nobla w dziedzinie fizyki otrzymał w 1932, za fundamentalny wkład w stworzenie mechaniki kwantowej. Zajmował się również fizyką jądrową, uczestnicząc w niemieckim programie budowy bomby atomowej, a także fizyką ciała stałego przez badania ferromagnetyzmu.
W swoich poglądach filozoficznych był pod wpływem platonizmu i neokantyzmu. Był współtwórcą  – obok Bohra – interpretacji kopenhaskiej kwantów oraz prawdopodobnie nazwy tej doktryny. Napisał kilka książek popularyzujących fizykę, filozofię i ich historię.

## Życiorys

### Przedwojenne początki kariery i mechaniki kwantowej

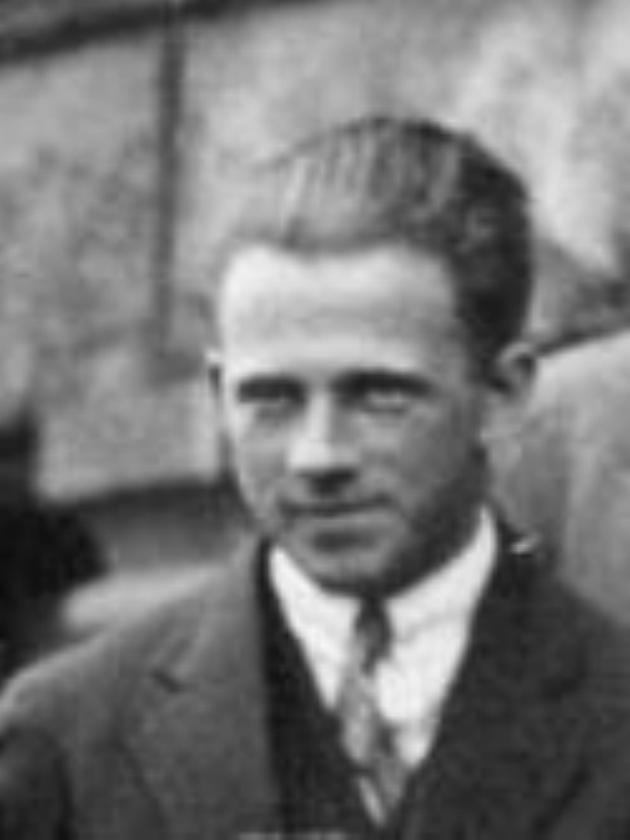
Werner Heisenberg na piątym kongresie Solvay (Bruksela 1927)

W 1920 wstąpił na Uniwersytet Monachijski. Studiował tam fizykę pod kierunkiem m.in. Arnolda Sommerfelda i Wilhelma Wiena do 1923. W 1923 Heisenberg uzyskał stopień doktora i przeniósł się na Uniwersytet w Getyndze. Będąc jeszcze studentem, poznał Nielsa Bohra w Getyndze w 1922. Był to początek owocnej współpracy. W latach 1924–1926 został jego asystentem w Kopenhadze, a od 1927 został profesorem fizyki teoretycznej na Uniwersytecie w Lipsku.
Wiosną 1925 Heisenberg opracował pierwszą formę mechaniki kwantowej nazywaną mechaniką macierzową. Teoria ta podaje ogólne zasady opisu wszystkich zjawisk mikroświata i jak dotąd jest całkowicie zgodna z doświadczeniem. Alternatywną formę mechaniki kwantowej, mechanikę falową, odkrył Erwin Schrödinger jesienią 1925, a w 1926 wykazał jej zgodność z teorią Heisenberga. Pracował razem z Bohrem nad tzw. kopenhaską interpretacją mechaniki kwantowej. W 1927 odkrył zasadę, nazywaną potem zasadą nieoznaczoności Heisenberga, która stwierdzała, że w przypadku cząstek o rozmiarach porównywalnych lub mniejszych od średnicy atomu, niemożliwe jest jednoczesne, dokładne ustalenie ich położenia i pędu, przy czym iloczyn błędu (a dokładniej nieokreśloności) pomiarów położenia oraz pędu nie może być mniejszy niż pewna stała (zobacz stała Plancka). Po dokonaniu odkrycia miał powiedzieć: „Miałem uczucie, że patrzę przez powierzchnię zjawisk atomowych na leżące pod nią podłoże o zadziwiającej wewnętrznej urodzie...”. Później, do wybuchu II wojny światowej, pracował nad wieloma zagadnieniami dotyczącymi fizyki kwantowej, cząstek elementarnych i kwantowej teorii pola.
W 1932 otrzymał Nagrodę Nobla z fizyki, za opracowanie podstaw teoretycznych mechaniki kwantowej, której zastosowanie pozwoliło między innymi na odkrycie dwóch form alotropowych wodoru (tzw. trypletowej i normalnej). Nagrodę odebrał w Sztokholmie w 1933. W 1939 został członkiem zagranicznym Królewskiej Holenderskiej Akademii Sztuk i Nauk.

### Praca w czasie II wojny światowej
W momencie napaści Niemiec na Danię w 1940 Heisenberg przebywał już w Niemczech. Został przez Ottona Hahna ściągnięty do zespołu pracującego na specjalne zlecenie Adolfa Hitlera nad stworzeniem bomby atomowej. Po roku zastąpił Hahna w kierowaniu tym zespołem.
Po wojnie Heisenberg twierdził, że został kierownikiem tych badań, aby maksymalnie je spowolnić i nie dopuścić do wyprodukowania przez hitlerowskie Niemcy bomby atomowej. Na podstawie relacji Heisenberga Thomas Power napisał książkę Wojna Heisenberga, a Michael Frayn sztukę teatralną Kopenhaga (na jej podstawie w 2002 powstał film Kopenhaga), która przedstawia niemieckiego fizyka jako jawnego kolaboranta.
W 1941 miało miejsce spotkanie Heisenberga z Nielsem Bohrem, któremu zwierzył się, że w Niemczech trwają prace nad skonstruowaniem bomby atomowej. Spotkanie to uznawane jest za co najmniej dwuznaczne, interpretowano bowiem rozmowę naukowców jako próbę nakłonienia Bohra do uczestnictwa w programie budowy niemieckiej broni jądrowej. Heisenberg sugerował Bohrowi, że Niemcy mają plan jej stworzenia. Sam Heisenberg utrzymywał, że próbował przekazać Bohrowi między wierszami, iż nie dopuści do wyprodukowania bomby atomowej przez Niemcy i namawiał go, żeby starał się torpedować takie prace prowadzone przez aliantów. Bohr zaś twierdził zawsze, że Heisenberg nakłaniał go w tej rozmowie tylko do współpracy. Bohr zerwał przyjaźń z Heisenbergiem, później, po ucieczce z Danii, dołączył do amerykańskiego projektu budowy bomby atomowej. W późniejszych latach fizycy niechętnie wracali do szczegółów tamtej rozmowy.
W kwietniu 2002 odkryto list, który Bohr zamierzał wysłać Heisenbergowi w 1952. Przypominał w nim jasno prawdziwą treść rozmowy z 1941 i prosił Heisenberga, aby ten przestał w tej sprawie kłamać.
W latach 1942–1944 Heisenberg odbył cykl wykładów objazdowych po Europie (Szwajcaria, Holandia, Dania, Węgry, Słowacja i Generalne Gubernatorstwo), odgrywając rolę ambasadora niemieckiej nauki i nakłaniając miejscowych fizyków do współpracy. Nadzór nad wizytami sprawowały Niemieckie Instytuty Naukowe (Deutsche Wissenschaftliche Institute), obecne we wszystkich z wymienionych krajów oprócz Szwajcarii i okupowanej Polski, których działalność germanizacyjną Heisenberg akceptował bez zastrzeżeń. Kontakty z Heisenbergiem doprowadziły do poprawy warunków pracy m.in. dla holenderskich naukowców. Po zakończeniu wojny holenderski fizyk Hendrik Casimir wspominał, że Heisenberg w rozmowie z nim wyraził pogląd, że niemieckie panowanie nad światem jest koniecznością historyczną wobec słabości demokracji i alternatywy komunizmu radzieckiego. W ocenie historyka Marka Walkera Heisenberg, choć nie brał udziału w „wulgarnej” propagandzie nazistowskiej, w pełni popierał nazistowski projekt przebudowy Europy, który pokrywał się z jego imperialistycznymi przekonaniami. Gospodarzem jego wystąpienia w Krakowie na osobiste zaproszenie gubernatora Hansa Franka w grudniu 1943 był Instytut Niemieckich Prac na Wschodzie. Wcześniej w 1943 Instytut przyznał Heisenbergowi Nagrodę Kopernika, którą fizyk uznał za przejaw rehabilitacji fizyki teoretycznej w III Rzeszy.

### Lata powojenne
Po II wojnie światowej Heisenberg był przetrzymywany 6 miesięcy w Wielkiej Brytanii. Po uwolnieniu w 1946 wrócił do Niemiec, gdzie zajął się odtwarzaniem Kaiser-Wilhelm-Institut für Physik (późniejszy Instytut Maxa Plancka – niem. Max-Planck-Institut für Physik). Był jednym z założycieli CERN. Przeszedł na emeryturę w 1970.
W 1973 otrzymał nagrodę im. Romano Guardiniego, przyznawaną przez Katolicką Akademię Bawarii, za interpretacje czasu i świata zgodne z duchem nagrody. Odbierając wyróżnienie, wygłosił wykład zatytułowany Prawda naukowa i religijna, w którym przekonywał o społecznej funkcji religii jako etycznej i duchowej przeciwwagi dla materialistycznie usposobionej nauki.
Zmarł w 1976 i został pochowany na Cmentarzu Leśnym w Monachium.

## Życie prywatne
Jego ojciec August był historykiem, bizantologiem, zaś brat Erwin – chemikiem. W 1937 poślubił Elisabeth Schumacher, z którą miał siedmioro dzieci. Syn Jochen (ur. 1939) jest fizykiem jądrowym, Martin (ur. 1940) – neurobiologiem i genetykiem. Wnuk Benjamin (ur. 1974) jest reżyserem filmowym.

## Publikacje
- 1962: Fizyka a filozofia, przeł. Stefan Amsterdamski, Warszawa.
- 1979: Ponad granicami, przeł. K. Wolicki, Warszawa.
- 1987: Część i całość. Rozmowy o fizyce atomu, tłum. Kazimierz Napiórkowski, Warszawa: Państwowy Instytut Wydawniczy, ISBN 83-06-01512-6.
  - niem. Der Teil Und Das Ganze: Gespräche im Umkreis der Atomphysik.